# Masato Kurogi
Masato Kurogi (黒木 聖仁 Kurogi Masato?, nacido el 24 de octubre de 1989 en Nobeoka, Miyazaki) es un futbolista japonés que se desempeña como centrocampista.

## Trayectoria

### Clubes
| Club             | País  | Año         |
| ---------------- | ----- | ----------- |
| Cerezo Osaka     | Japón | 2008 - 2014 |
| V-Varen Nagasaki | Japón | 2014-15     |
| Ventforet Kofu   | Japón | 2016 - 2017 |
| V-Varen Nagasaki | Japón | 2018 -      |

## Estadística de carrera

### J. League
| Club             | Año   | J. League | J. League | Copa J. League | Copa J. League | Total | Total |
| Club             | Año   | Part.     | Goles     | Part.          | Goles          | Part. | Goles |
| ---------------- | ----- | --------- | --------- | -------------- | -------------- | ----- | ----- |
| Cerezo Osaka     | 2008  | 1         | 0         | -              | -              | 1     | 0     |
| Cerezo Osaka     | 2009  | 34        | 3         | -              | -              | 34    | 3     |
| Cerezo Osaka     | 2010  | 7         | 1         | 3              | 0              | 10    | 1     |
| Cerezo Osaka     | 2011  | 5         | 0         | 1              | 0              | 6     | 0     |
| Cerezo Osaka     | 2012  | 8         | 0         | 4              | 0              | 12    | 0     |
| Cerezo Osaka     | 2013  | 1         | 0         | 0              | 0              | 1     | 0     |
| Cerezo Osaka     | 2014  | 0         | 0         | 0              | 0              | 0     | 0     |
| V-Varen Nagasaki | 2014  | 24        | 1         | -              | -              | 24    | 1     |
| V-Varen Nagasaki | 2015  | 34        | 4         | -              | -              | 34    | 4     |
| Ventforet Kofu   | 2016  | 26        | 2         | 3              | 0              | 29    | 2     |
| Ventforet Kofu   | 2017  | 6         | 0         | 2              | 0              | 8     | 0     |
| Total            | Total | 146       | 11        | 13             | 0              | 159   | 11    |